# Camille Saviola
Camille Saviola (ur. 16 lipca 1950 w Nowym Jorku, zm. 28 października 2021 w Los Angeles) – amerykańska aktorka telewizyjna, filmowa i teatralna, również piosenkarka. Wystąpiła w wielu filmach, serialach telewizyjnych, sztukach teatralnych i musicalach.

## Życiorys
Urodziła się w Bronksie w Nowym Jorku jako córka Mary (z domu d’Esopo) i Michaela Savioli. Dorastała w pobliżu Yankee Stadium i ukończyła Liceum Muzyczne i Artystyczne, a następnie przez rok uczęszczała do college’u, po czym zrezygnowała z aktorstwa. Camille została wokalistką zespołu rockowego Margo Lewis Explosion w latach 70. i podpisała kontrakt muzyki disco pod koniec lat 70.
Przez następne 25 lat występowała w teatrze, telewizji i filmach. Najbardziej znana jest z ról drugoplanowych gdzie występowała najczęściej jako Włoszka, Latynoska lub Żydówka. Wystąpiła także jako przywódca religijny, Kai Opaka, w Star Trek: Stacja kosmiczna.
Oprócz roli Mamy Maddeleny w oryginalnej broadwayowskiej produkcji Tommy’ego Tune’a „Nine”, widzowie na Broadwayu kojarzą ją również za rolę innej mamy, mianowicie jako mama Morton w „Chicago”. Otrzymała nominację do nagrody CableACE dla najlepszej aktorki drugoplanowej w filmie wyprodukowanym dla telewizji kablowej dla Nightlife.
Zmarła 28 października 2021 roku w wieku 71 lat.